# Pyrgocythara
Pyrgocythara é um gênero de gastrópodes pertencente a família Mangeliidae.

## Espécies
- Pyrgocythara albovittata (Adams C. B., 1845)[1]
- Pyrgocythara angulosa McLean & Poorman, 1971[2]
- Pyrgocythara annaclaireleeae (García, 2008)
- Pyrgocythara astricta (L.A. Reeve, 1846)
- Pyrgocythara cinctella (Pfeiffer, 1840)[3]
- Pyrgocythara crassicostata (C. B. Adams, 1850)
- Pyrgocythara danae (Dall, 1919)[4]
- Pyrgocythara densestriata (Adams C. B., 1850)[5]
- Pyrgocythara dubia (Adams C. B., 1845)[6]
- Pyrgocythara emersoni Shasky, 1971[7]
- Pyrgocythara emeryi Fargo, 1953
- †Pyrgocythara eminula Woodring, 1928
- Pyrgocythara filosa Rehder, 1943[8]
- Pyrgocythara fuscoligata (Carpenter, 1856)[9]
- Pyrgocythara guarani (Orbigny, 1841)[10]
- Pyrgocythara hamata (Carpenter, 1865)[11]
- Pyrgocythara helena (Dall, 1919)[12]
- Pyrgocythara hemphilli Bartsch & Rehder, 1939[13]
- Pyrgocythara juliocesari Fernández-Garcés & Rolán, 2010
- Pyrgocythara laqueata (Reeve, 1846)
- Pyrgocythara mairelae Fernández-Garcés & Rolán, 2010
- Pyrgocythara melita (Dall, 1919)[14]
- Pyrgocythara mighelsi (Kay, 1979)
- Pyrgocythara nodulosa Sysoev & Ivanov, 1985[15]
- Pyrgocythara plicosa (C. B. Adams, 1850)[16]
- Pyrgocythara scammoni (Dall, 1919)[17]
- Pyrgocythara subdiaphana (Carpenter, 1864)[18]
- †Pyrgocythara turrispiralata Scarponi, Daniele, et al., 2015
- Pyrgocythara urceolata Rolán & Otero-Schmitt, 1999[19]
- Pyrgocythara vicina (C. B. Adams, 1850)

Espécies trazidas para a sinonímia
- Pyrgocythara arbela W.H. Dall, 1919: sinônimo de Pyrgocythara hemphilli P. Bartsch & H.A. Rehder, 1939
- Pyrgocythara balteata (Reeve, 1846):[20] sinônimo de Ithycythara lanceolata  (C. B. Adams, 1850)
- Pyrgocythara brunnea B.F. Perkins, 1869: sinônimo de Pyrgocythara plicosa (Adams, 1850)
- Pyrgocythara candidissima (Adams C. B., 1845):[21] sinônimo de Agathotoma candidissima (C. B. Adams, 1845)
- Pyrgocythara caribaea (Orbigny, 1842):[22] sinônimo de Pyrgocythara cinctella (Pfeiffer, 1840)
- Pyrgocythara cerea P.P. Carpenter, 1865: sinônimo de Pyrgocythara hamata (P.P. Carpenter, 1865)
- Pyrgocythara coxi Fargo, 1953: sinônimo de Agathotoma coxi (Fargo, 1953)
- Pyrgocythara fusca (C. B. Adams, 1845): sinônimo de Pyrgocythara cinctella (Pfeiffer, 1840)
- Pyrgocythara hilli L.G. Hertlein & A.M. Strong, 1951: sinônimo de Pyrgocythara melita (W.H. Dall, 1919)
- Pyrgocythara jewetti R.E.C. Stearns, 1875: sinônimo de Pyrgocythara plicosa (Adams, 1850)
- Pyrgocythara lavalleana (d'Orbigny, 1847): sinônimo de Cryoturris lavalleana (d'Orbigny, 1847)
- Pyrgocythara luteofasciata (L.A. Reeve, 1845): sinônimo de Pyrgocythara albovittata (C.B. Adams, 1845)
- Pyrgocythara metria (Dall, 1903): sinônimo de Vitricythara metria (Dall, 1903)
- Pyrgocythara obesicostata L.A. Reeve, 1846: sinônimo de Pyrgocythara guarani (A.V.M.D. D'Orbigny, 1841)
- Pyrgocythara pederseni L.G. Hertlein & A.M. Strong, 1951: sinônimo de Pyrgocythara danae (W.H. Dall, 1919)
- Pyrgocythara phaethusa (Dall, 1919): sinônimo de Notocytharella phaethusa (Dall, 1919)
- Pyrgocythara plicata C.B. Adams, 1840: sinônimo de Pyrgocythara plicosa (Adams, 1850)